# Get Up with It
Get Up with It je studiové album amerického jazzového trumpetisty Milese Davise. Nahráno bylo v rozmezí let 1970 a 1974 a vyšlo v listopadu 1974 jako dvojalbum u vydavatelství Columbia Records. Jde o jeho poslední album před jeho odchodem z hudebního prostředí; další album The Man with the Horn vydal až v roce 1981.

## Seznam skladeb
Autorem všech skladeb je Miles Davis.
| Pořadí | Název              | Délka |
| ------ | ------------------ | ----- |
| 1.     | He Loved Him Madly | 32:05 |
| 2.     | Maiysha            | 14:49 |
| 3.     | Honky Tonk         | 5:54  |
| 4.     | Rated X            | 6:49  |
| 5.     | Calypso Frelimo    | 32:10 |
| 6.     | Red China Blues    | 4:10  |
| 7.     | Mtume              | 15:12 |
| 8.     | Billy Preston      | 12:35 |

## Obsazení
- Miles Davis – trubka, varhany, elektrické piano
- David Liebman – flétna
- Sonny Fortune – flétna
- Steve Grossman – sopránsaxofon
- John Stubblefield – sopránsaxofon
- Carlos Garnett – sopránsaxofon
- John McLaughlin – elektrická kytara
- Pete Cosey – elektrická kytara
- Reggie Lucas – elektrická kytara
- Dominique Gaumont – elektrická kytara
- Cornell Dupree – elektrická kytara
- Michael Henderson – basová kytara
- Khalil Balakrishna – elektrický sitár
- Keith Jarrett – elektrické piano
- Cedric Lawson – electric piano
- Herbie Hancock – clavinet
- Al Foster – bicí
- Billy Cobham – bicí
- Bernard Purdie – bicí
- Airto Moreira – perkuse
- James Mtume – perkuse
- Badal Roy – tabla
- Lester Chambers – harmonika